# Edson Castillo
Edson Castillo (Puerto Ordaz - 18 de maio de 1994) é um jogador de futebol venezuelano que joga como meio -campista e capitão do Caracas.

## Carreira

### Clube
Edson Castillo começou sua carreira na Mineros, estreou-se na Primera División venezuelana aos 16 anos, contra o Aragua em 17 de outubro de 2010.
Em junho de 2016, Castillo foi transferido para o Neftchi Baku, da Premier League do Azerbaijão, em julho de 2017 o Neftchi Baku anunciou que Castillo havia voltado para Mineros por empréstimo até o final de 2017. Em 18 de dezembro de 2017, Neftchi Baku anunciou que se separaram de Castillo por consentimento mútuo.

## Seleção
Jogou com o Sub-17 no Sudamericana sub-17 no Equador e com o U-20 no Sudamericana sub-20 na Argentina.
Ele fez sua estreia pela seleção venezuelana de futebol em 13 de junho de 2021 no jogo de abertura da Copa América de 2021 contra o Brasil. Ele substituiu Cristian Cásseres Jr. aos 83 minutos, enquanto a Venezuela perdia por 0–3.

## Títulos

### Mineros
- Copa Venezuela (2): 2011, 2017